# Andrzej Antoni Plichta
Andrzej Antoni Plichta herbu  Półkozic (ur. 30 listopada 1797 w Kurdwanowie, zm. 3 czerwca 1866 w Wersalu) – radca stanu i sekretarz Rządu Narodowego Królestwa Polskiego w powstaniu listopadowym.

## Życiorys
Urzędnik w Radzie Stanu Królestwa Polskiego od 1818. Od 1821 członek Narodowego Towarzystwa Patriotycznego, za co został aresztowany w lutym 1826, sądzony i skazany w 1828 przez sąd sejmowy. Wywieziony do twierdzy Pietropawłowskiej, skąd powrócił w marcu 1829.
W powstaniu listopadowym początkowo sekretarz Rady Najwyższej Narodowej. Jako żołnierz-ochotnik wziął udział w bitwie pod Grochowem w 1831. Wraz z rządem udał się na emigrację do Paryża. Współorganizował Komitet Tymczasowy Emigracji Polskiej, wszedł w skład Komitetu Narodowego Emigracji Polskiej. Od 1833 związał się ze Związkiem Jedności Narodowej. Współzałożyciel Towarzystwa Literackiego w Paryżu (jego sekretarz w latach 1836–1866). Współfundował Bibliotekę Polską. Był członkiem loży wolnomularskiej Kazimierz Wielki w 1819/1820 roku.
Pochowany na Cmentarzu Montmartre.